# Ivan Franjo Jukić
Ivan Franjo Jukić ( ur. 8 lipca 1818 w Banja Luce, zm. 20 maja 1857 w Wiedniu) – bośniacki pisarz, franciszkanin, zwolennik iliryzmu. W 1851 roku wydal pierwszy tom najstarszego bośniackiego pisma „Bosanski prijatelj”.

## Życiorys
Był najstarszym dzieckiem Jozo Jukicia i Klary z Jurićów. Miał dwójkę rodzeństwa. Po śmierci ojca matka wysłała go do klasztoru w Fojnicy. Tam przyjął imię zakonne Franjo. W 1835 roku został przeniesiony do seminarium w Zagrzebiu. Tam zapoznał się z iliryzmem, którego celem było pobudzanie świadomości narodowej wśród Chorwatów oraz zainteresował się historia południowych Słowian. Podróżując po kraju zbierał ustne przekazy, dowody historii i tradycji oraz badał florę i faunę Bośni. Swoje wrażenia publikował w „Danicy Iliryjskiej ”piśmie wydawanym przez Ljudevita Gaja w Zagrzebiu. Odwiedził Sanski Most, Bihać, Banja Lukę, Travnik, a w 1846 roku wrócił do klasztoru w Fojnicy. Po trzech latach wrócił do Travnika.W 1850 roku założył i wydał pierwszy tom najstarszego pisma na terenie Bośni i Hercegowiny „Bosanski prijatelj”. W 1851 roku po wydaniu drugiego tomu pisma poświęconego Omer Paszy za poglądy prezentowane na łamach pisma Jukić został wydalony z kraju. Wyjechał do Stambułu, a potem do Rzymu. Starał się o zgodę na powrót do Bośni. Z powodu złego stanu zdrowia w 1856 roku bp Josip Jurij Strossmayer wysłał go na leczenie do Wiednia. Tam zmarł z powodu zakażenia po operacji kamieni żólciowych w maju 1857 roku. Został pochowany w anonimowym grobie na cmentarzu św. Marka w Wiedniu.

## Publikacje
W 1851 roku pod pseudonimem Slavoljub Bošnjak wydał Zemljopis i poviestnica Bosne. Publikację zadedykował przywódcy chorwackich ilirystów Ljudevitowi Gajowi, a w 1843 roku ukazało się Putovanje po Bosni godine. 